# Frederick Forsyth

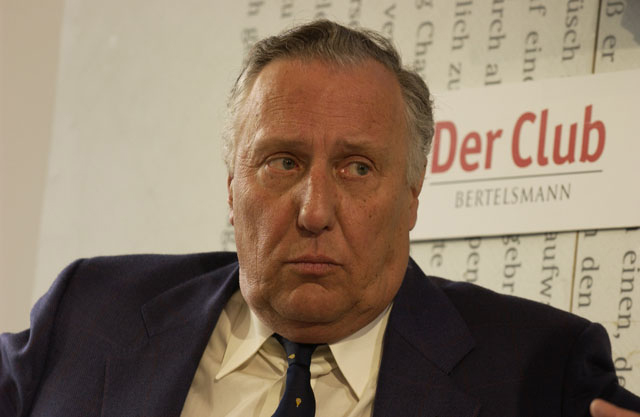
Frederick Forsyth (2003)

Frederick Forsyth CBE (* 25. August 1938 in Ashford, Kent, England; † 9. Juni 2025 in Jordans bei Beaconsfield, Buckinghamshire) war ein britischer Schriftsteller und Bestsellerautor, dessen mehr als 20 Spionageromane in zahlreiche Sprachen übersetzt und vielfach verfilmt wurden. Den Durchbruch erreichte er 1971 mit seinem Debütroman Der Schakal.
Als Reporter der britischen Nachrichtenagentur Reuters – Forsyth sprach fließend Französisch und Deutsch – war er in Paris und im damals noch geteilten Berlin tätig. In diesem Zusammenhang und noch später als Schriftsteller erledigte er auch Aufträge für den britischen Nachrichtendienst MI6, wie er in seiner Autobiographie Outsider beschreibt.

## Leben und Beruf

### Journalist
Nach einer Ausbildung zum Flugzeugführer (1956 bis 1958) bei der Royal Air Force (RAF) und darauf folgender Ausbildung zum Redakteur bei der Lokalzeitung Eastern Daily Express in Norfolk arbeitete Forsyth als Korrespondent für die Nachrichtenagentur Reuters und später BBC in Paris, Madrid und Ost-Berlin. Berichterstattungen aus Kriegsgebieten Afrikas als Fernsehreporter für die BBC weckten sein Interesse an geschichtlichen und politischen Hintergründen und motivierten ihn zu seinem Bericht The Biafra Story. Als Journalist und später auch als Schriftsteller nahm Forsyth für mehr als 20 Jahre Aufträge für den britischen Auslandsgeheimdienst MI6 an; Einsatzgebiete waren Afrika und die  DDR.

### Schriftsteller
Aus der journalistischen Erfahrung heraus begann er um 1970 seine literarische Laufbahn. Aufgrund seiner Reisen in Europa, dem Nahen Osten und Afrika sowie seiner Sprachkenntnisse (Französisch, Deutsch, Spanisch) gelang Forsyth eine lebendige und wirklichkeitsnahe Darstellung. Seine Romane sind hauptsächlich politische Thriller. Die beiden ersten Bücher (Der Schakal, Die Akte Odessa) waren gleich große Erfolge.
Der Autor verband in seinen Werken immer wieder tatsächliche mit fiktiven Ereignissen: Beim Schakal mit den Aktionen der OAS in ihrem Kampf gegen die Unabhängigkeit von Algerien, bei der Akte Odessa werden Netzwerke von untergetauchten Nationalsozialisten und deren Verbindungen zu den arabischen Staaten im Vorfeld des Sechstagekrieges mit Israel thematisiert. Das Buch Der Rächer knüpft an die kriegerischen Auseinandersetzungen im früheren Jugoslawien Anfang der neunziger Jahre an. In der Novelle Der Lotse brachte Frederick Forsyth seine Erfahrungen als Pilot in der britischen Luftwaffe ein.
Im Unterschied zu vielen anderen Thriller-Autoren baute Forsyth in seine Romane akkurat recherchierte Reportagen ein, was Hans-Peter Schwarz auf seine journalistische Vergangenheit zurückführt. Häufig gerühmt wurde die Präzision von Details, sowohl was technische Beschreibungen als auch minutiös geplante Kommandounternehmen angeht. Die Themen entnahm er dem Zeitgeschehen. In seinem ersten Roman Der Schakal beschrieb er schon 1971: „Wir leben in haarsträubenden Zeiten […] Neben der enormen Zunahme konventioneller Verbrechen haben wir jetzt außerdem noch das politische Verbrechen.“
Zwar treten in Forsyths Romanen auch Schurken, schäbige und verweichlichte Charaktere auf, doch seine Helden sind Soldaten, die professionell und wortkarg ihre Pflicht erledigen. Sie sind nüchtern, realistisch und zweckorientiert, reden nicht von Werten, aber an ihrem Patriotismus besteht kein Zweifel. Sie stehen häufig im Gegensatz zum trägen Bürokratieapparat, den ränkespielenden Politikern oder dem bequemen Establishment. Hans-Peter Schwarz macht drei Grundkategorien aus:
1. der perfekte Agent, der allerdings eigenwillig agiert und für Vorgesetzte nicht steuerbar ist
2. der patriotische Soldat, der den Einsatz nicht hinterfragt und als zuverlässige Kampfmaschine auftritt
3. der ältere Staatsmann oder Geheimdienstchef von patriotischer Gesinnung, der keine Skrupel kennt, Freiheit, Sicherheit und westliches Wertesystem zu verteidigen.[7]

Forsyth bildete damit einen Gegenpol zu seinem nicht minder erfolgreichen Landsmann und Kollegen John le Carré und seinen betont politischen bis defätistischen Smiley-Thrillern. Schwarz spricht von einem „Anti-Le Carré“. Die beiden britischen Autoren verkörperten für ihn die gegensätzlichen politischen Ansichten im Großbritannien ihrer Zeit, sowohl was die Moral und den Nutzen der Geheimdienste angeht als auch die Entspannungspolitik, die britische Militärmacht und die Rolle der amerikanischen Verbündeten. Während le Carré zu all diesen Punkten linksliberale Positionen vertrat, ließ Forsyth stets eine entschieden konservative Haltung erkennen.

### Politische Positionen
In einem in der Jungen Freiheit vom 7. Juli 2000 veröffentlichten Offenen Brief an den damaligen Ministerpräsidenten von Baden-Württemberg, Erwin Teufel, schrieb Forsyth, dass er als Konservativer die drei politischen Extreme schmähe und verachte, die er in seinem Leben kennengelernt habe: Nazismus, Faschismus und Kommunismus: „Alle drei sind pervertierte Abkömmlinge des Sozialismus. Alle drei sind brutale und grausame Glaubensbekenntnisse. Auch sonst haben sie viel gemeinsam; sie sind einer Political Correctness verpflichtet und der Bestrafung eines jeden, der von der vorgeschriebenen Lehre abweicht. So funktioniert auch die Political Correctness von heute. Somit sind alle diese vier politischen Orthodoxien dem Konservatismus diametral entgegengesetzt.“ „Ich lehne die Political Correctness auch deshalb ab, weil sie sich als Glaubensbekenntnis der Toleranz vorzustellen versuchte, doch zum genauen Gegenteil pervertiert ist.“ Er befürchtete, dass die Political Correctness das Denken der Mehrheit in Deutschland dominiere. Der Brief stand in Zusammenhang mit öffentlicher Kritik am Landtagsabgeordneten und späteren Ministerpräsidenten Günther Oettinger, weil in dessen Studentenverbindung das Deutschlandlied mit allen drei Strophen gesungen worden war.
In einem Gastbeitrag im Nachrichtenmagazin Focus vom 23. August 2010 unter dem Titel „Es ist Zeit für Deutschland, wieder aufzustehen“ schrieb Frederick Forsyth als Replik auf das Zustandekommen der Verträge von Lissabon: „Die Europäische Union ist keine Demokratie“. Er rief darin die Deutschen zum Widerstand auf und begründete dies darin unter anderem mit von ihm genannten Zitaten von Jean Monnet und Abraham Lincoln.
Im August 2015 gab Forsyth bekannt, dass er während des Biafra-Krieges 1968 vom britischen Nachrichtendienst MI6 gebeten worden sei, aus dem Kriegsgebiet über Menschenrechtsverletzungen zu berichten. Später habe er auch Aufträge in der DDR übernommen. In seiner später erschienenen Autobiografie Outsider beschrieb er Einzelheiten und Hintergründe ausführlich.

## Privates
Forsyth lebte mit seiner Frau zuletzt in dem Dorf Waevers bei Beaconsfield, Buckinghamshire, wo er am 9. Juni 2025 nach kurzer, schwerer Krankheit im Kreis seiner Familie starb.

## Auszeichnungen
- 1972: Edgar Allan Poe Award – Kategorie Bester Roman für The Day of the Jackal (dt.: Der Schakal. Piper, München 1972)
- 1972: Schwedischer Krimipreis – Kategorie Bester ins Schwedische übersetzte Kriminalroman für Schakalen (Original: The Day of the Jackal; dt.: Der Schakal. Piper, München 1972)
- 1983: Edgar Allan Poe Award – Kategorie Beste Kurzgeschichte für There Are No Snakes in Ireland (dt.: In Irland gibt es keine Schlangen. Piper, München 1982)
- 1983: Grand prix de littérature policière – Kategorie International für Sans bavures (Original: No Comebacks; dt.: In Irland gibt es keine Schlangen. Piper, München 1982)
- 2012: Cartier Diamond Dagger lifetime achievement award, höchste Auszeichnung der britischen Crime Writers’ Association (CWA) für das bisherige Lebenswerk eines Autors

## Werke
- Der Schakal. Piper, München 1972; ebd. 2013, ISBN 978-3-492-30214-2 (The Day of the Jackal, 1971, Platz 1 der Spiegel-Bestsellerliste vom 10. April bis zum 17. September 1972).
- Die Akte Odessa. Piper, München 1973; ebd. 2013, ISBN 978-3-492-30216-6 (The Odessa File, 1972, Platz 1 der Spiegel-Bestsellerliste vom 9. April bis zum 1. September 1973).
- Die Hunde des Krieges. Piper, München 1974; ebd. 2001, ISBN 3-492-23127-6 (The Dogs of War, 1974).
- Der Lotse. Piper, München 1975; ebd. 2012, ISBN 978-3-492-30122-0 (The Shepherd, 1975).
- Biafra Story. Bericht über eine afrikanische Tragödie. Piper, München 1976, ISBN 3-492-02244-8 (The Biafra Story, 1969).
- Des Teufels Alternative. Piper, München 1979; ebd. 2013, ISBN 978-3-492-30215-9 (The Devil’s Alternative, 1979). (Platz 1 der Spiegel-Bestsellerliste vom 26. November bis zum 9. Dezember und vom 24. bis zum 30. Dezember 1979)
- In Irland gibt es keine Schlangen. Zehn Storys. Piper, München 1982; ebd. 2001, ISBN 3-492-23130-6 (No Comebacks, 1982).
- Das vierte Protokoll. Piper, München 1984; ebd. 2013, ISBN 978-3-492-30213-5 (The Fourth Protocol, 1984).
- Der Unterhändler. Piper, München 1989; ebd. 2013, ISBN 978-3-492-30133-6 (The Negotiator, 1989).
- McCreadys Doppelspiel. Piper, München 1991; ebd. 2013, ISBN 978-3-492-30156-5 (The Deceiver, 1991).
- Die Faust Gottes. Bertelsmann, München 1994; Goldmann, München 2004, ISBN 3-442-45771-8 (The Fist of God, 1994).
- Das schwarze Manifest. Bertelsmann, München 1996; Goldmann, München 2006, ISBN 3-442-45752-1 (Icon, 1996).
- Das Phantom von Manhattan. Bertelsmann, München 2000; Goldmann, München 2001, ISBN 3-442-45003-9 (The Phantom of Manhattan, 1999).
- Der Veteran. Erzählungen. Bertelsmann, München 2002; Goldmann, München 2003, ISBN 3-442-45616-9 (The Veteran, 2001).
- Der Rächer. Bertelsmann, München 2003; Goldmann, München 2005, ISBN 3-442-45950-8 (Avenger, 2003).
- Der Afghane. Bertelsmann, München 2006; Goldmann, München 2008, ISBN 978-3-442-46701-3 (The Afghan, 2006).
- Cobra. Bertelsmann, München 2010; Goldmann, München 2012, ISBN 978-3-442-47776-0 (The Cobra, 2010).
- Die Todesliste. Bertelsmann, München 2013; btb, München 2015, ISBN 978-3-442-74846-4 (The Kill List, 2013).
- Outsider. Die Autobiografie. Bertelsmann, München 2015, ISBN 978-3-570-10266-4 (The Outsider: My Life in Intrigue, 2015).
- Der Fuchs. Bertelsmann, München 2019, ISBN 978-3-570-10385-2 (The Fox, 2018).

## Verfilmungen
Der Schakal wurde zweimal als Spielfilm verfilmt, einmal 1973 unter dem (englischen) Titel The Day of the Jackal, wobei sich die Handlung sehr am Roman orientiert und dann 1997 als The Jackal. Dieses Remake hat kaum noch etwas mit der ursprünglichen Geschichte zu tun. 2024 folgte eine Serienadaption. Daneben entstanden 1974 Die Akte Odessa, 1981 The Dogs of War, 1987 The Fourth Protocol, 2005 Das schwarze Manifest sowie 2006 Avenger (TV). Ebenfalls für das Fernsehen wurde McCreadys Doppelspiel 1989/90 als sechsteiliger Episodenfilm verfilmt. 2023 wurde Der Lotse, mit John Travolta als Titelfigur, verfilmt.